# Дербина
Дербина — река в Балахтинском районе Красноярского края, правый приток реки Енисей. Длина реки — 146 км, площадь водосборного бассейна — 2490 км². Исток находится на хребте Манское Белогорье на высоте 880 м.
Впадает в Дербинский залив Красноярского водохранилища, образовавшийся в нижней части бывшей долины реки, в 2490 км от устья Енисея.

## Притоки
- Малтат — в 17 км (лв)
- Нежа — в 17 км (лв)
- Кижарт — в 24 км (лв)
- Тубиль — в 47 км (пр)
- Тюлюпта — в 68 км (лв)
- Слюдянка — в 97 км (лв)
- Налимья — в 101 км (пр)
- Ров — в 105 км (лв)
- Казаран — в 124 км (пр)

По данным государственного водного реестра России относится к Енисейскому бассейновому округу. Код водного объекта — 17010300312116100019540..